# Всеукраїнський конкурс «Учитель року»
Учитель року — щорічний всеукраїнський конкурс, що проводиться з метою стимулювання участі педагогів у процесах становлення та розвитку ефективної національної системи освіти та популяризації кращих і новітніх педагогічних практик, зростання професійної майстерності вчителів. Конкурс проводиться щорічно, починаючи з 1996 року.

## Історія конкурсу
Юридичною основою конкурсу є Указ Президента України № 489/95 від 29 червня 1995 року. Ініціаторами проведення такого конкурсу були: Міністерство освіти України, Академія педагогічних наук України, Творча спілка вчителів України та Педагогічне товариство України. 11 серпня 1995 року Постановою Кабінету Міністрів України № 638 було затверджено Положення про всеукраїнський конкурс «Учитель року». У 2016 році центральним оргкомітетом всеукраїнського конкурсу «Учитель року» було прийнято «Етичний кодекс учасника всеукраїнського конкурсу». 31 травня 2018 року Міністерством освіти і науки України було видано наказ № 549, що затверджує графік проведення третього туру всеукраїнського конкурсу «Учитель року» у 2019—2023 роках.

## Особливості організації і проведення конкурсу
Конкурс проводиться щорічно в три тури:
- перший — зональний;
- другий — регіональний;
- третій — всеукраїнський.

Номінування конкурсантів відбувається у різних предметних категоріях («Фізика», «Хімія», «Біологія», «Географія», «Історія», «Українська мова та література», «Образотворче мистецтво», «Правознавство», «Трудове навчання», «Англійська мова», «Трудове навчання», «Інформатика», «Зарубіжна література», «Музичне мистецтво», «Фізична культура», «Захист Вітчизни» тощо). В окремі роки конкурс проводився також в таких спеціальних номінаціях, як «Початкові класи», «Директор школи», «Заступник директора школи». Щорічна загальна кількість номінацій традиційно включає 3-5 категорій.

Організаційно-методичне забезпечення щорічного проведення конкурсу «Учитель року» покладено на Державну наукову установу «Інститут модернізації змісту освіти».
За результатами конкурсу його організаційний комітет виступає з клопотанням щодо про присвоєння переможцям конкурсу в усіх номінаціях почесного звання «Заслужений вчитель України» а також нагородження лауреатів грамотами Верховної Ради України та Кабінету Міністрів України. Крім того, переможці конкурсу отримують грошову винагороду в розмірі п'яти мінімальних заробітних плат; лауреати — чотирьох (за 2 місце) і трьох (за 3 місце) мінімальних заробітних плат відповідно.

## Переможці конкурсу
- Список переможців всеукраїнського конкурсу «Учитель року»